# 赤倉温泉駅
赤倉温泉駅（あかくらおんせんえき）は、山形県最上郡最上町富沢にある、東日本旅客鉄道（JR東日本）陸羽東線の駅である。

## 歴史
- 1917年（大正6年）11月1日：富沢駅（とみさわえき）として開業[3]。
- 1952年（昭和27年）11月15日：羽前赤倉駅（うぜんあかくらえき）に改称[3]。
- 1971年（昭和46年）11月30日：貨物の取り扱いを廃止[3]。
- 1983年（昭和58年）3月7日：荷物の扱いを廃止[3][4]。交換施設を撤去。駅員無配置駅となり[5]、簡易委託化[6]。
- 1987年（昭和62年）4月1日：国鉄分割民営化により、JR東日本の駅となる[3]。
- 1991年（平成3年）：簡易委託を中止し、無人化。
- 1999年（平成11年）12月4日：赤倉温泉駅に改称[6]。
- 2008年（平成20年）8月：駅舎をリニューアル[2]。
- 2024年（令和6年）10月1日：えきねっとQチケのサービスを開始[1][7]。

## 駅構造
単式ホーム1面1線を有する地上駅である。元々は島式ホーム1面2線であったが1線が撤去され、現在は旧上り線を使用している。
新庄統括センター（新庄駅）管理の無人駅である。駅舎は2008年（平成20年）にリニューアルされたもので、駅舎内に小上がりが設置されている。

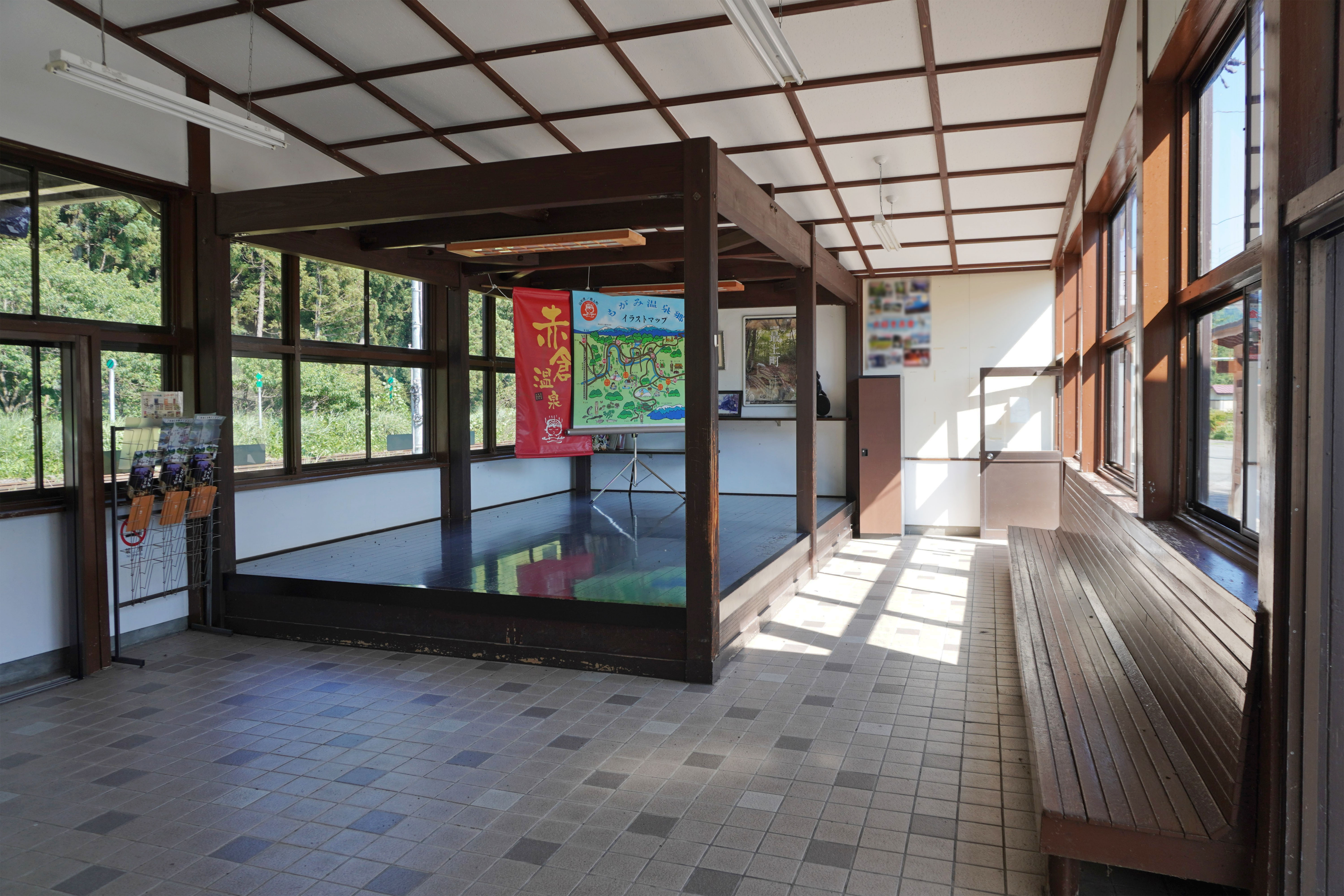
駅舎内（2023年7月）
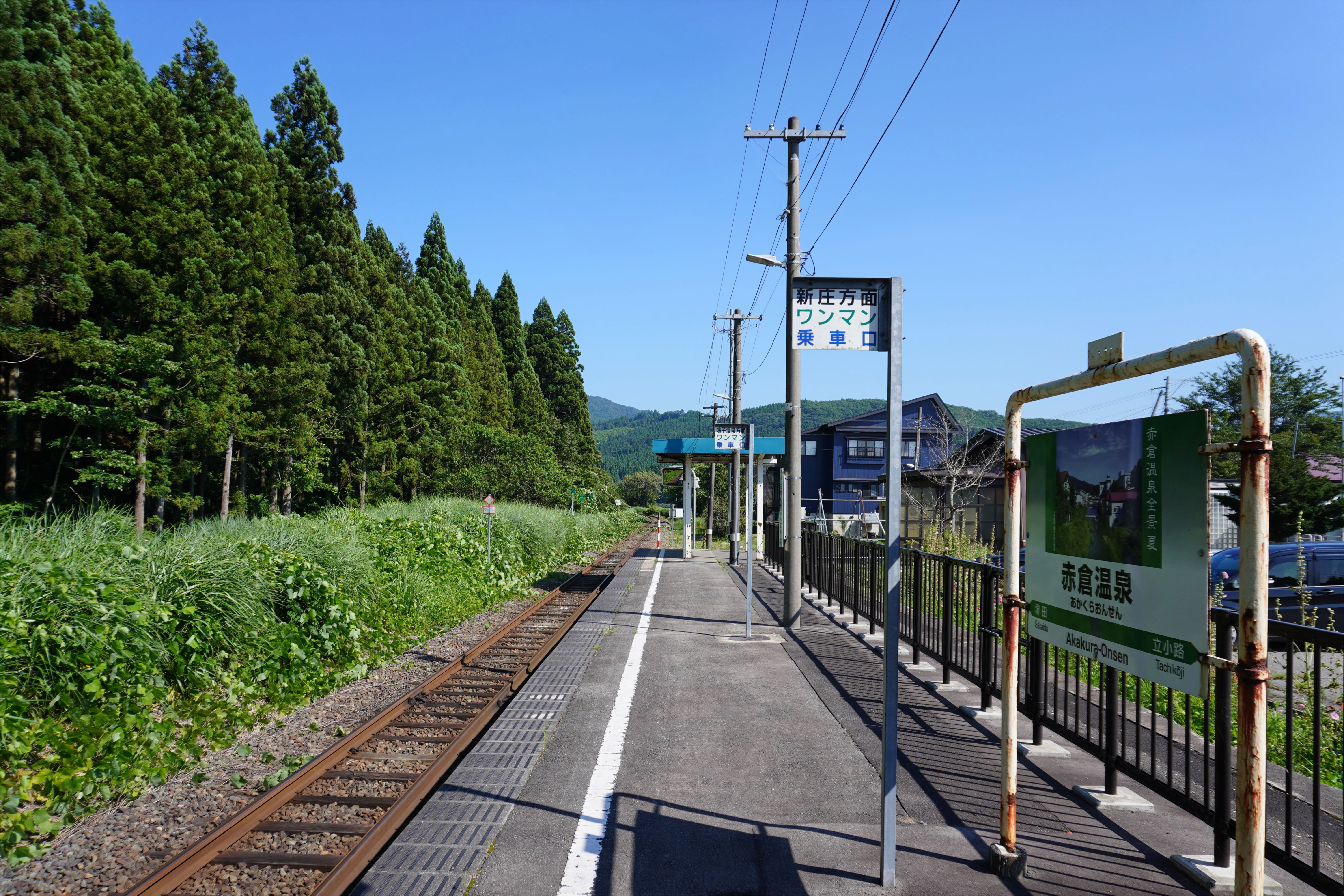
ホーム（2023年7月）

## 利用状況
「山形県の鉄道輸送」によると、2000年度（平成12年度）- 2004年度（平成16年度）の1日平均乗車人員の推移は以下のとおりであった。
| 乗車人員推移       | 乗車人員推移     | 乗車人員推移 |
| 年度               | 1日平均 乗車人員 | 出典         |
| ------------------ | ---------------- | ------------ |
| 2000年（平成12年） | 52               | [ 8 ]        |
| 2001年（平成13年） | 49               | [ 8 ]        |
| 2002年（平成14年） | 50               | [ 8 ]        |
| 2003年（平成15年） | 50               | [ 8 ]        |
| 2004年（平成16年） | 47               | [ 8 ]        |

## 駅周辺
駅前には広場や商店がある。駅名にある赤倉温泉は当駅からやや南に離れている。
- 国道47号
- 最上町立富沢小学校
- 羽前赤倉郵便局
- 新庄警察署赤倉駐在所

## 隣の駅
東日本旅客鉄道（JR東日本）
■陸羽東線
- 臨時快速「湯けむり号」停車駅

堺田駅 - 赤倉温泉駅 - 立小路駅